# Gotthilf Fischer
Gerhard Albert "Gotthilf" Fischer (Plochingen, 11 februari 1928 – Weinstadt, 11 december 2020) was een Duitse koorleider, die door de door hem opgerichte Fischer-Chöre bekend is geworden.
Fischer was de zoon van een meester-timmerman, die in zijn vrije tijd veel musiceerde. Zo kwam hij al jong met de muziek in aanraking. Na de volksschule in zijn woonplaats Deizisau te hebben doorlopen ging hij van 1942 tot 1945 naar een docentenopleiding in Esslingen.
Na de Tweede Wereldoorlog werd Fischer leider van het Concordia Gesangsvereins in Deizisau.
In 1949 won het koor onder zijn leiding bij het Swabische zangersfeest in Göppingen volkszang
een grote volkszangwedstrijd. Door dit succes werd hij een lokale beroemdheid. In aansluiting hierop kwamen meer koren onder zijn leiding te staan. Deze koren vormden gezamenlijk de Fischer-Chöre.
Naast deze muzikale successen had deze autodidact, die volgens eigen zeggen nooit een muzikale opleiding heeft genoten en geen noot lezen kan, ook een goed gevoel voor show. Een van zijn hoogtepunten was het optreden met de Fischer-Chöre, waaraan meer dan 1000 zangers en zangeressen deelnamen, bij de afsluiting van het Wereldkampioenschap voetbal in 1974.
Wereldtournees voerden hem langs Rome en door de Verenigde Staten en brachten hem zelfs bij Jimmy Carter. Hoewel hij bij de categorie volksmuziek ingedeeld wordt, deinsde hij er niet voor terug om in 2000, als 72-jarige, deel te nemen aan de Berlijnse Love Parade.
Fischer overleed in december 2020 op 92-jarige leeftijd.

## Onderscheidingen
- In de loop der jaren heeft hij talrijke gouden platen ontvangen.
- In 1974 ontving hij de Hermann-Löns-Medaille en een Gouden Globe.
- In 1975 de ereleeuw van Radio Luxembourg en een "gouden microfoon".
- In 1977 kreeg hij de Orde van Verdienste van de Bondsrepubliek Duitsland opgespeld.
- In 1982 het Bundesverdienstkreuz 1. Klasse wegens bijzondere verdiensten voor de Duitse volksmuziek.
- In 1993 het kruis van verdienste van Baden-Württemberg
- Voor zijn inzet de vrede in wereld te bewaren ontving hij in 2006 de Wereldvredesprijs van de "World choir games". Deze werd op 28 december 2006 uitgereikt door Walter Scheel, erevoorzitter van de World choir games.
- Op 12 januari 2008 kreeg hij in Chemnitz in een tv-gala van de Mitteldeutscher Rundfunk (MDR) de "Krone der Volksmusik 2008" voor zijn levenswerk.